# Impresora óptica

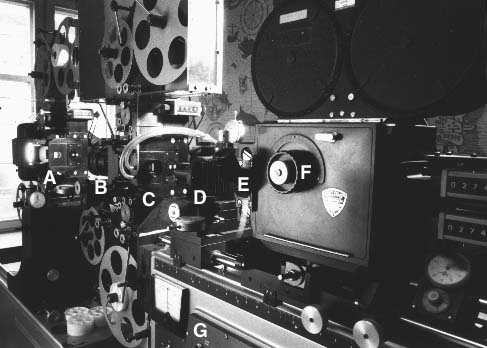
Una impresora óptica de 35 mm con dos cabezas de proyector, utilizada para producir efectos especiales en películas. Empezando por la izquierda, se puede ver la luz de la lámpara del proyector brillando. A es la primera ventanilla para el celuloide, en B, una lente proyecta la película de A en la segunda ventanilla, C. D es la lente de la cámara, E es el visor del cámara y F es el control del obturador. La pesada base (G) contiene todos los componentes electrónicos para controlar la impresión.

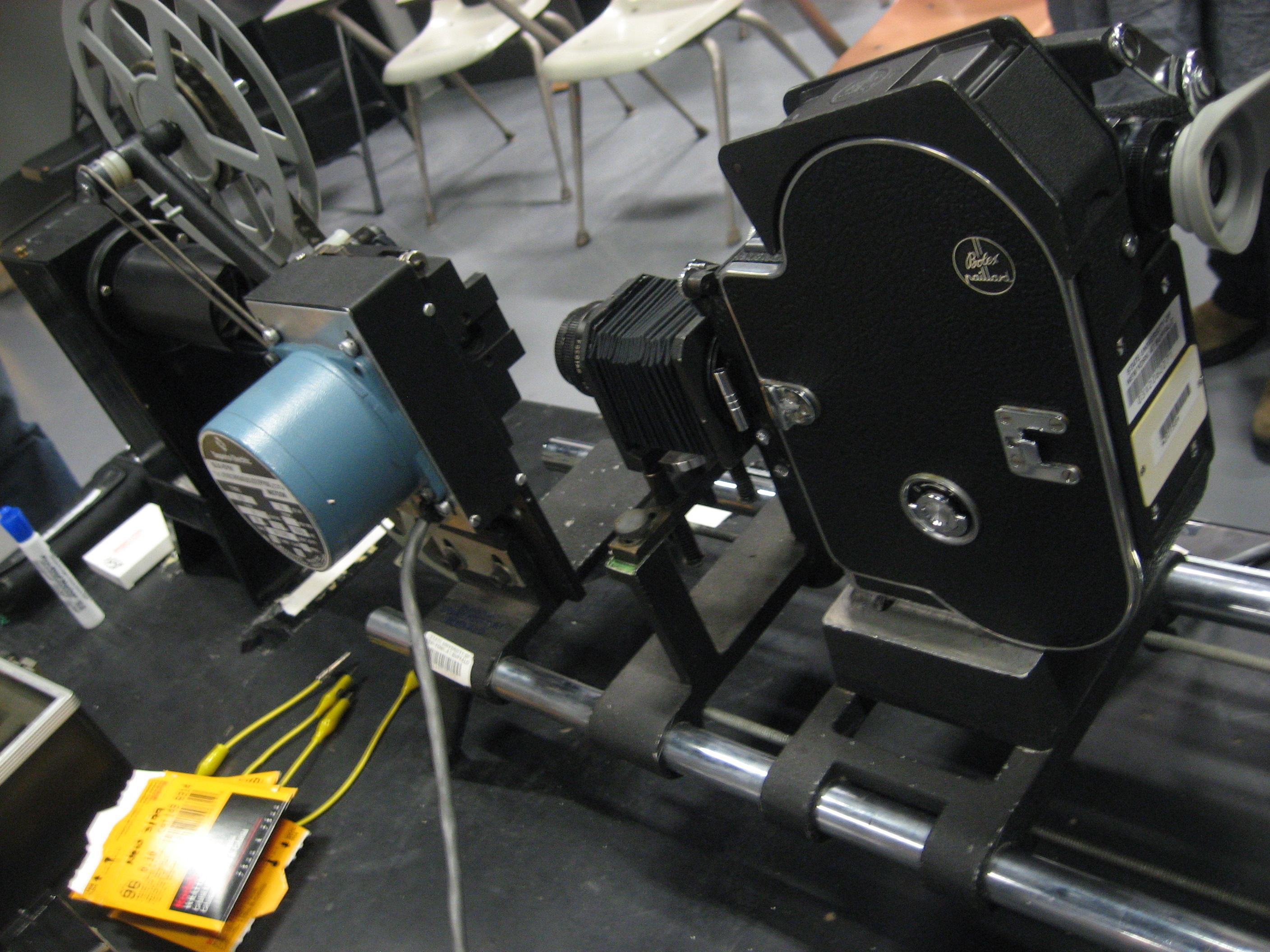
Económica impresora óptica J-K 16 mm que utiliza una cámara Bolex.

Una impresora óptica es un dispositivo que consiste en uno o más proyectores de película mecánicamente enlazados a una cámara cinematográfica. Permite a los cineastas re-fotografiar una o más cintas de película. La impresora óptica se usa para crear efectos especiales en películas, o para copiar y restaurar material de película antiguo.
Los efectos ópticos comunes incluyen fundidos, encadenados, cámara lenta, cámara rápida, y composición matte. Trabajos más complicados pueden implicar docenas de elementos, todos combinados en una única escena.

## Historia
Las primeras impresoras ópticas simples fueron construidas a principios de la década de 1920. Linwood G. Dunn expandió el concepto durante la década de 1930, y durante la Segunda Guerra Mundial las unidades fotográficas de las fuerzas armadas de los Estados Unidos le encargaron diseñar una impresora óptica que pudiera ser solicitada como un artículo común, como una cámara.  El desarrollo continuó hasta bien entrada la década de 1980, cuando las impresoras eran controladas con mini-ordenadores. Ejemplos destacables del uso de la impresión óptica son las composiciónes mate en La Guerra de las galaxias (1977).
A finales de los años 80, la composición digital empezó a substituir los efectos ópticos. A mediados de los 90, la computación gráfica había evolucionado hasta rivalizar y superar lo que antes sólo era posible con impresoras ópticas, y muchos ahora consideran a la impresión óptica totalmente obsoleta. Las mejoras en escáneres de película y grabadoras permiten que un largometraje completo sea procesado por ordenadores, le sean aplicados efectos especiales, y después sea procesada de nuevo al celuloide.
Hoy, la impresión óptica es mayoritariamente utilizada como una herramienta artística por cineastas experimentales, para propósitos educativos, o para la restauración de película fotoquímica. Como técnica, es particularmente útil para hacer copias de película pintada o físicamente manipulada.

## Efectos visuales producidos con impresión óptica

### Transiciones
En un principio las transiciones como fundidos en negro o encadenados eran responsabilidad de un operador de cámara experimentado, que debía realizarlos durante el rodaje, pero con la llegada de las impresoras ópticas estos efectos podían realizar posteriormente, con más control y sin peligro de estropear el negativo original.
- Para producir un fundido en negro, se carga una copia positiva del metraje de la escena en la cabeza de la impresora y se re-fotografía a un fotograma a fotograma con la cámara. El fundido se produce cerrando progresivamente el obturador de la cámara reduciendo la cantidad de luz que entra y llega a la nueva copia del metraje.
- Para crear un encadenado de una escena a otra, el editor estudia las dos piezas de metraje y marca donde empezará el encadenado y donde acabará. Se carga la toma de la primera escena en la cabeza de la impresora y se re-fotografía mientras se cierra gradualmente el obturador para producir un fundido convencional. Entonces, se carga la toma de la segunda escena en la cabeza de la impresora y se realiza una segunda exposición al metraje con el que se ha re-fotografiado la primera escena. Esta vez, el obturador se abre gradualmente, en el mismo período de tiempo en el que antes se había cerrado. La segunda escena aparece gradualmente a la par que la primera se funde en negro, apareciendo en conjunto como un encadenado de una a otra.

Además de estas transiciones básicas, se pueden conseguir una gran variedad de transiciones elaboradas. Un simple barrido de una toma a otra se produce ajustando la cámara con una "cortinilla" que es desplazada mecánicamente. Mientras se copia la primera toma, la cortinilla es desplazada horizontalmente, verticalmente o diagonalmente, oscureciendo progresivamente la imagen y dejando una porción del fotograma sin exponer. La película de la cámara se vuelve a exponer mientras se pasa por la impresora la segunda toma, y la cortinilla repite el movimiento pero a la inversa, imprimiendo la segunda toma sobre las zonas no expuestas de la película. El resultado es una transición en que una toma es reemplazada por otra a medida que el barrido atraviesa la pantalla. 
Deslizando la cabeza del proyector hacia un lado a la misma velocidad que la cortinilla de barrido, el barrido puede convertirse en un efecto de empuje, una imagen empuja a la otra fuera de la pantalla.

### Trucos ópticos
La impresora óptica, en un principio usada para copias simples o transiciones, puede convertirse en una herramienta principal de manipulación creativa del metraje de una película, y aún hoy en día es usada por algunos realizadores.
- Si una escena de persecución requiere más impacto, cada 3 o 4 fotogramas se puede saltar un fotograma durante la impresión para acelerar la acción. Por otro lado, una escena que parece demasiado rápida puede tener fotogramas impresos dos veces para ralentizar la acción. Proyectando y copiando un único fotograma, se puede producir una imagen congelada (una técnica empleada por L.B. Abbot en la toma final de Dos hombres y un destino, 1969).
- Desplazando la cámara más cercana al proyector, la imagen original puede ser reencuadrada, quizás para eliminar un objeto indeseado como un micrófono o para convertir un plano general en un primer plano.
- Una toma filmada originalmente sin movimiento de cámara puede animarse añadiendo una panorámica o un zoom durante el proceso de copia. Inclinando la cámara de lado a lado durante la impresión añade el efecto del balanceo del mar a elementos rodados en estudios de manera fija.
- Añadiendo filtros a la cámara se pueden convertir escenas rodadas de día en noche, convertir un día claro en neblinoso o añadir una brillante puesta de sol a un cielo nublado.
- Simples máscaras de corte pueden producir tomas a través del ojo de una cerradura o vistas desde binoculares o periscopios. También, con procesos similares se puede salvar metraje que de otra manera podría ser inutilizable. Durante la edición de Flaming Gold (1933), se notó que un camión que pasaba tenía una frase objetable escrita en un lado. El metraje fue enviado al departamento óptico, donde se situó una diapositiva de cristal delante de la cámara y las palabras ofensivas fueron borradas con un fino lápiz de grasa. La diapositiva se movió, fotograma a fotograma, para seguir al camión mientras pasaba a través de la toma y las palabras en cuestión quedaron borrosas sin que se notara.
- Tapando diversas áreas del negativo de la cámara, se pueden realizar varias exposiciones diferentes en un solo fotograma de película para crear complejas tomas con múltiples imágenes. Para crear una toma con 4 imágenes diferentes, por ejemplo, un dispositivo mate es ranurado delante de la cámara para oscurecer tres cuartas partes del fotograma.Entonces se proyecta una imagen sobre la zona no tapada del filme. Después, el filme que hay en la cámara es rebobinado y se inserta una nueva máscara, revelando esta vez otro cuarto diferente del fotograma. Se imprime otra imagen en esta área, y así hasta que cada cuarto del fotograma ha sido expuesto con una imagen diferente. Este método se usó en Grand Prix (1966), donde múltiples imágenes informaban al espectador de los diferentes eventos que sucedían simultáneamente en una carrera de automóviles.
- Sofisticadas tomas de pantalla dividida en movimiento pueden conseguirse enteramente en la impresora usando una variación de la cortinilla móvil utilizada para producir transiciones de barrido. Escenas que requieren la interacción de dos elementos que no pueden ser rodados al mismo tiempo, por razones de practicidad o seguridad, pueden en cambio rodarse en dos tomas y luego imprimirlas juntas de manera selectiva para crear una composición convincente. Para algunas escenas de Wonder Man (1945), Danny Kaye debía interpretar unos gemelos idénticos. Bajo la supervisión de John P.Fulton, cada toma fue rodada dos veces (una para cada gemelo), y en cada una los movimientos del actor eran planificados cuidadosamente para corresponder a aquellos de su "gemelo". Durante el rodaje, la cámara permanecía fijada en una posición, y se vigilaba que el actor no entrase en la parte de la toma que iba a ocupar su gemelo más tarde. En el departamento óptico, las imágenes de uno de los metrajes eran proyectadas sobre la cámara. Cuando se mostraba al primer gemelo, se ponía un dispositivo opaco que dividía la pantalla, asegurando que solo el área ocupada por el actor quedaba expuesta. Después se rebobinaba el film de la cámara y se imprimía el metraje del segundo gemelo en él, usando un dispositivo opaco inverso al primero, para exponer sólo las partes no expuestas en la primera impresión. Asegurarse de que los dos dispositivos opacos en movimiento se complementaran fotograma a fotograma era un trabajo de precisión, pero los resultados permitieron a dos Danny Kayes actuar juntos de manera convincente, caminando de un lado a otro del fotograma, de una manera que con una cámara de pantalla dividida habría sido imposible.[7]

### Composición óptica
Las impresoras ópticas se han utilizado para crear muchos trucos visuales,aunque tal vez su función más importante ha sido combinar múltiples elementos de tomas travelling matte para crear una imagen compuesta final.  (Ahora las técnicas de composición digital han superado ampliamente los métodos de composición óptica, aunque estos últimos todavía están en uso).

## Errores comunes de la impresión óptica
Como en cualquier proceso analógico, cada reimpresión degrada el fotograma, como una fotocopia de una fotocopia. La copia por contacto bien realizada crea generalmente menos degradación siempre que el contacto entre el negativo y la película impresa sea perfecto. Si no, la impresión óptica puede enfatizar el grano y cualquier imperfección del negativo. También, cada vez que una pieza de película nueva y diferente es expuesta e imprimida, es un problema emparejar los colores. Normalmente el trabajo de impresora estuvo limitado a sólo las partes que necesitaban un efecto de encadenado. El metraje original era empalmado en el medio plano con la pieza imprimida ópticamente, y a menudo provocaba un cambio obvio de la calidad de imagen cuándo la transición sucedía.
Otros resultados problemáticos dependen del efecto buscado, sobre todo la inexactitud de alineación en la composición matte . Por esta razón, las tomas que debían ser manipuladas a través de la impresora óptica eran a menudo rodadas en formatos de película más grandes que el resto del proyecto. Por ello, formatos obsoletos como VistaVision, siguieron en uso muchos años después de haber sido abandonados para el rodaje convencional de escenas, porque la gran medida de su fotograma proporcionaba mayor claridad, reduciendo el tamaño del grano cuando se reimprimía y los problemas de alineación, que ya no eran notorios.
Hay fallos que no dependen de la impresión óptica en sí, sino de detalles

## Impresión de restauración
Arañazos, abrasiones, marcas de las cinchas causadas por rebobinar una película de manera tirante, y otras máculas son un problema común de las películas candidatas para la restauración. La mayoría de estos arañazos están en el lado posterior de la película, en el substrato transparente que forma la base de la película, más que en la emulsión fotográfica de la otra cara, que porta la imagen real de la película. En el proceso normal de duplicar una película en una impresora óptica, una luz colimada pasa a través de la base de la película para iluminar la emulsión. Cualquier arañazo, abrasión, etc., en la base de película provoca que la luz se curve de tal modo que la película duplicada acaba con copias brillantes u oscuras de los arañazos (dependiendo de si se está copiando desde un original negativo o positivo). Esta curvatura de la luz es causada por la diferencia en el índice de refracción del substrato y el aire.
Si estos arañazos y abrasiones pueden ser previstos y evitar que sean capturados en la nueva impresión, se ahorra toda una área entera del trabajo de restauración. Tres métodos solventan este problema. Primero, uno  puede sencillamente agrandar la porción de la película no averiada. Esto principalmente tiene aplicación cuando el daño está limitado a los bordes.
El segundo método es la impresión de ventanilla mojada. La ventanilla de un proyector es el aparato que sostiene la película cuando cada fotograma es expuesto. Una ventanilla mojada está llena de un fluido que recubre la película a medida que se alimenta, reponiendo constantemente el fluido según la necesidad.
La impresión de ventanilla mojada elimina la refracción rellenando las partes dañadas del substrato con un fluido de percloretileno que comparte aproximadamente el mismo índice de refracción que el substrato. Con el fluido desplazando temporalmente el aire de los arañazos y abrasiones, la refracción sencillamente ya no ocurre, así que los defectos no quedan reflejados en la copia nueva. La luz que se usa está totalmente colimada,como en una  impresión óptica estándar, y la película no es dañada durante el proceso. Este método no funciona si los arañazos son lo suficientemente profundos en el lado de la emulsión, y han eliminado parte de la plata o tinte de la imagen en la película original.
El tercer método implica insertar un filtro de difusión entre la luz colimada y la película. Éste elimina la proyección de los pequeños defectos que hay en el lado posterior de la película original sobre la copia nueva, porque la luz, en lugar de llegar a la parte posterior de la película en líneas paralelas perfectas, entra en los rasguños desde varias direcciones. Por tanto, la luz que saldrá por el otro lado seguirá siendo difusa, haciendo que el arañazo no aparezca tan fuertemente en la nueva impresión.  (Sólo la imagen deseada en la superficie de la emulsión será capturada por el foco.) Este método obtiene una captura mejor enfocada del metraje original. Aun así, no puede eliminar arañazos profundos,por ello es menos eficaz que la impresión de ventanilla mojada.

## Impresoras Ópticas múltiples

### El Quad
Las impresoras ópticas consisten tradicionalmente en uno o a veces dos proyectores, pero para hacer frente a la demanda creciente de las modernas tomas de efectos especiales, los departamentos ópticos empezaron a construir máquinas con proyectores adicionales.Finalmente se llegaron a construir impresoras ópticas de 3 e incluso 4 proyectores. 
Para el trabajo de ILM (Industrial Light and Magic) en El Imperio Contraataca (1980), el supervisor de efectos Richard Endlund diseñó una impresora óptica de 4 cabezales ganadora de un premio de la Academia que fue conocida como el "Quad". "El Quad era un gran ahorro de tiempo cuando estábamos componiendo en El imperio contraataca" recuerda Endlund. "El Quad tenía dos proyectores montados en ángulo recto con otros dos proyectores. Los proyectores, que podían maniobrar con el formato estándart de 35 mmm y con película VistaVision,proyectarían sus imágenes en un prisma divisor del haz que los combinaba y los redirigía a la cámara. Usando el Quad, un travelling mate simple puede crearse en un solo pase, mientras que tomas complicadas que contenían varios cientos de elementos, como los de la persecución del campo de asteroides en El imperio contraataca, se podían conseguir en una fracción del tiempo que habría supuesto hacerlo en una impresora tradicional."
El Quad de Edlund fue la primera impresora en utilizar lentes telecéntricas especialmente construidos, lo que ayudó a crear tomas mate de gran precisión."Cuando las lentes normales emiten luz, ésta viaja hacia fuera en forma cónica."explica Endlund. "Cuando cambias el enfoque de algo, no solo se desenfoca, también cambia de tamaño. Pero las lentes telecéntricas emiten haces de luz totalmente paralelos, lo que significa que podemos alterar el enfoque del mate, pero no cambiará de tamaño, como sucedería normalmente. En resumidas cuentas, podíamos tener un mate en el proyector posterior de la impresora y el elemento de separación de color en el proyector frontal. Entonces podíamos cambiar el enfoque del mate ligeramente para desenfocar los bordes y encajar mejor el elemento. Esto nos permitió algunas tomas mate extremadamente finas.

### Impresoras ópticas con microordenadores
A mediados de los 80, los ordenadores habían empezado a afectar todas las áreas de la producción de películas, y fueron incorporados a las nuevas impresoras ópticas, para permitir un control preciso y repetible del enfoque, la cámara, el movimiento del proyector y los niveles de exposición. "En Boss Films construimos dos de las impresoras ópticas más precisas jamás construidas" afirma Endlund. "El ZAP (impresora óptica aérea) y la Super Printer eran impresoras de 70 mm absolutamente fiables. Podíamos controlar la precisión del ajuste del mate en milésimas de centímetro. Pero el proceso fotoquímico de la impresión óptica es en última instancia defectuoso. Gastamos cientos de miles de dólares construyendo equipos de precisión y controlamos cada fase del proceso lo mejor que podíamos. Pero los procesos ópticos son afectados por variables como la temperatura, la calidad del baño químico utilizado por el laboratorio para revelar la película ese día, cambios de voltaje, lámparas débiles, filtros desvanecidos etcétera, etcétera. Hay tantas variables que incluso con el mejor equipo del mundo, una buena composición óptica se confía parcialmente en ciencia y habilidad, y en un poco de buena suerte."